# Lube Szpaszov
Lube Szpaszov (bolgárul Любе Ангелов Спасов) (1949. december 1. –) bolgár nemzetközi labdarúgó-játékvezető.

## Pályafutása

### Nemzeti játékvezetés
A küldési gyakorlat szerint rendszeres partbírói tevékenységet is végzett. A nemzeti játékvezetéstől 1995-ben vonult vissza.

### Nemzetközi játékvezetés
A Bolgár labdarúgó-szövetség Játékvezető Bizottsága (JB) 1990-ben terjesztette fel nemzetközi játékvezetőnek, a Nemzetközi Labdarúgó-szövetség (FIFA) bírói keretében. Több nemzetek közötti válogatott és klubmérkőzést vezetett, vagy működő társának 4. bíróként segített. A bolgár nemzetközi játékvezetők rangsorában, a világbajnokság-Európa-bajnokság sorrendjében többedmagával a 3. helyet foglalja el 4 találkozó szolgálatával. Az aktív nemzetközi játékvezetéstől 1995-ben búcsúzott.

#### Labdarúgó-világbajnokság
A világbajnoki döntőhöz vezető úton Egyesült Államokba a XV., az 1994-es labdarúgó-világbajnokságra a FIFA JB bíróként alkalmazta.

##### 1994-es labdarúgó-világbajnokság

###### Selejtező mérkőzés
| Időpont              | Helyszín                    | Mérkőzés típusa           | Mérkőzés           | Eredmény | Nézők száma |
| -------------------- | --------------------------- | ------------------------- | ------------------ | -------- | ----------- |
| 1992. szeptember 23. | Žalgiris Stadion, Vilnius   | előselejtező (3. csoport) | Litvánia–Dánia     | 0 : 0    | 10 500      |
| 1992. október 14.    | Luzsnyiki Stadion, Moszkva  | előselejtező (5. csoport) | Oroszország–Izland | 1 : 0    | 18 000      |
| 1993. október 27.    | Všešportový Stadion, Košice | előselejtező (4. csoport) | Csehország–Ciprus  | 3 : 0    | 15 602      |

#### Labdarúgó-Európa-bajnokság
Az európai-labdarúgó torna döntőjéhez vezető úton Angliába a X., az 1996-os labdarúgó-Európa-bajnokságra az UEFA JB játékvezetőként foglalkoztatta.

##### 1996-os labdarúgó-Európa-bajnokság

###### Selejtező mérkőzés
| Időpont            | Helyszín               | Mérkőzés típusa           | Mérkőzés                  | Eredmény | Nézők száma |
| ------------------ | ---------------------- | ------------------------- | ------------------------- | -------- | ----------- |
| 1994. november 16. | Dinamo Stadion, Minszk | előselejtező (5. csoport) | Fehéroroszország–Norvégia | 0 : 4    | 5 711       |

#### Olimpiai játékok
Az 1992. évi nyári olimpiai játékok labdarúgó tornáján a FIFA JB bírói szolgálatra alkalmazta. Az 1994-es labdarúgó-világbajnokság előtti, önálló asszisztensi szolgálat főpróbája volt.

##### 1992. évi nyári olimpiai játékok
| Időpont          | Helyszín                  | Mérkőzés típusa              | Mérkőzés            | Eredmény | Nézők száma |
| ---------------- | ------------------------- | ---------------------------- | ------------------- | -------- | ----------- |
| 1992. június 26. | Sarrià Stadion, Barcelona | csoportmérkőzés (C. csoport) | Svédország–Paraguay | 0 : 0    | 15 000      |

#### Nemzetközi kupamérkőzések

##### UEFA-kupa
| Időpont           | Helyszín                          | Mérkőzés típusa                          | Mérkőzés                    | Eredmény |
| ----------------- | --------------------------------- | ---------------------------------------- | --------------------------- | -------- |
| 1993. november 3. | Hungária körúti Stadion, Budapest | selejtező (2. forduló), második mérkőzés | MTK Budapest FC–KV Mechelen | 1 : 1    |